# Villaventín
Villaventín de Losa, para abreviar y más conocido como  Villaventín, es una localidad situada al norte de la provincia de Burgos, (comunidad autónoma de Castilla y León (España), en la comarca de Las Merindades. Más concretamente en el oeste del Valle de Losa. Es una pedanía que pertenece al ayuntamiento de Valle de Losa (en realidad, Junta de Traslaloma), y al partido judicial de Villarcayo.

## Geografía
Situado 4.5 km  al este de Castrobarto, capital del municipio; 26  
de Villarcayo, cabeza de partido, y 101 de Burgos. 
Autobús Medina de Pomar-Quincoces de Yuso, a 4 km.

## Situación administrativa
En las elecciones locales de 2011 correspondientes a esta entidad local menor  fue elegido alcalde pedáneo Pedro Luis García Reyero del Partido Popular. En 2015 es reelegido alcalde pedáneo, esta vez por Iniciativa Merindades de Castilla.

## Demografía
En el actual censo de 2.010 Villaventín cuenta con 8 habitantes.

## Historia
Lugar de la Junta de Aforados en la Merindad de Losa perteneciente al Corregimiento de las Merindades de Castilla la Vieja, jurisdicción de realengo con regidor pedáneo.
A la caída del Antiguo Régimen queda agregado al ayuntamiento constitucional   de Aforados de Losa, en el partido de Villarcayo perteneciente a la región de Castilla la Vieja. Este municipio desaparece repartiéndose sus localidades entre Junta de Oteo y Junta de Traslaloma.

## Parroquia
Iglesia de   San Andrés Apóstol, dependiente de la parroquia de Momediano en el Arciprestazgo de Medina de Pomar, diócesis de Burgos.

## Fiestas
Celebran sus fiestas en honor a San Juan, en el fin de semana más cercano al 24 de junio. En pocos años han conseguido ser un referente en el panorama festivo de la comarca. Multitud de actos culturales y lúdicos forman parte de su programa. 
El protagonista de las fiestas es Ventín, un personaje en forma de patata que desciende del campanario de la localidad para anunciar el comienzo de las fiestas, y que una vez estas finalizan regresa al mismo.